# Seznam slovenskih trance glasbenikov
Seznam slovenskih trance glasbenikov.

## B
- Andy Blueman

## E
- Mark Elgan
- Elyksir

## P
- Phoenixstar

## R
- Reconceal
- Timson